# David Baddiel

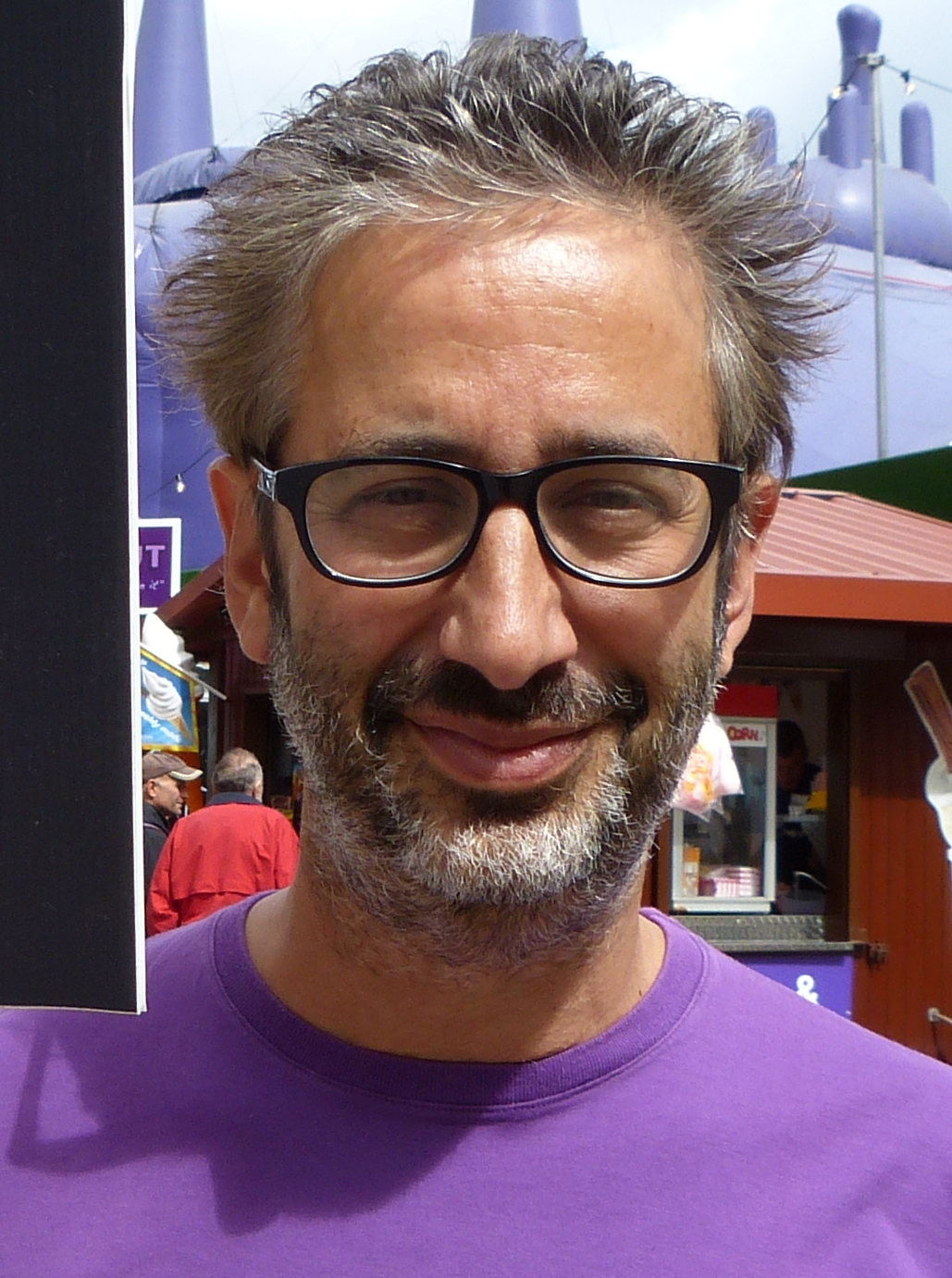
David Baddiel (2013)

David Baddiel (* 28. Mai 1964 in New York City, USA) ist ein britischer Komiker, Autor und Fernsehdarsteller.

## Leben
Baddiels Großeltern mütterlicherseits flohen im Jahr 1939 wegen der Verfolgung von Juden im NS-Staat aus Ostpreußen, der Großteil ihrer Verwandten wurde Opfer des Holocaust. Er zog mit seinen Eltern als Kleinkind nach England und wuchs im Nordwesten von London in der London Borough of Brent in den Stadtteilen Dollis Hill, Willesden auf. Dort besuchte er eine private jüdische Grundschule, bevor er an der privaten Haberdashers' Aske's Boys' School in Elstree bei Borehamwood, Hertfordshire, seinen Abschluss machte. Am King’s College (Cambridge) studierte er das Fach Englisch und war Mitglied des Cambridge University Footlights Dramatic Club. Das College schloss er mit der Bestnote Double First ab und ging an das University College London, das er jedoch ohne Abschluss verließ.
Baddiel wurde nach der Universität ein Stand-up-Komiker und hatte nach 1984 seinen ersten Auftritt im Fernsehen. Er lernte Rob Newman kennen, mit dem er zusammen Texte für Radio- und Fernsehsendungen schrieb. Im BBC Radio 1 hatte die Komödie The Mary Whitehouse Experience mit den Komikern Steve Punt und Hugh Dennis großen Erfolg. Nachdem die Komödie in ein Fernsehformat bei BBC Two umgewandelt worden war, hatte das Quartett einen noch größeren Erfolg. In dieser Zeit war Baddiel gleichzeitig Gastgeber im Programm A Stab In The Dark des Kanals Channel 4. Nachdem das Quartett getrennte Wege gegangen war, traten 1993 Newman und Baddiel in der Komödienserie Newman and Baddiel in Pieces auf, die solchen Erfolg hatte, dass die beiden in der ausverkauften Wembley Arena in London auftreten mussten.
Mit dem Komiker Frank Skinner hatte Baddiel 1996 und 1998 mit der von ihnen geschriebenen Fußballhymne Three Lions jeweils den Platz als Nummer 1 in den englischen Charts. Im Jahre 2009 war er einer der Autoren eines offenen Briefes an die iranische Regierung, in dem die Verfolgten der Baha'i während ihres Prozesses unterstützt wurden. Er unterstützt die Organisation CALM Campaign Against Living Miserably, die die Selbstmordrate junger Männer in England vermindern will. Er wirkte bei öffentlichen Veranstaltungen von CALM mit und war Sprecher für ihre Radiosendungen.
Baddiel ist in den letzten Jahren mit BBC-Dokumentationen wie „The Trouble with Dad“ oder „Social Media, Anger and Us“ hervortreten und mit verschiedenen Comedy-Programmen wie „My Family: Not the Sitcom“ und „Trolls: Not the Dolls“ auf Tour gewesen. Im Jahr 2019 war er Kandidat in der 9. Staffel von Taskmaster.
Baddiels Buch Jews Don’t Count (2021, deutsch zunächst Und die Juden?, unter neuem Titel nach dem 7. Oktober 2023: Juden zählen nicht) über Antisemitismus und Identitätspolitik wurde in der Debatte über Antisemitismus im Kulturbetrieb rezipiert, vor allem im Zusammenhang mit Antisemitismus während des Krieges in Israel und Gaza.
Baddiel lebt mit seiner Partnerin Morwenna Banks im Norden Londons. Das Paar hat eine Tochter und einen Sohn. Er bezeichnet sich selbst als 100-prozentigen Atheisten und als fundamentalistischen jüdischen Atheisten. Baddiel ist Fan des Chelsea Football Club.

## Auszeichnungen
- 2016: Laugh Out Loud Award in der Kategorie für 9- bis 13-Jährige für The Parent Agency

## Veröffentlichungen (Auswahl)
- Time For Bed, 1996.
  - deutsch von Helga Herborth: Ab ins Bett, Roman. Kunstmann, München 1997, ISBN 3-88897-182-9.
- Whatever Love Means, 2002.
  - deutsch von Helga Herborth: Was man so Liebe nennt, Roman. Kunstmann, München 2000, ISBN 3-88897-233-7.
- The Secret Purposes, a novel. William Morrow, New York City 2006, ISBN 0-06-076582-8.
- The Death of Eli Gold, 2011.
  - deutsch von Friedrich Mader: Halb so wild, Roman. Karl Blessing Verlag, München 2013, ISBN 978-3-89667-482-1.[6]
- mit Jim Field: The Parent Agency. Harper Collins, New York City, USA 2016, ISBN 978-0-06-240544-9.
  - deutsch von Violeta Topalova: Der total verrückte Elterntausch, mit Illustrationen von Jim Field. cbt Verlag, München 2016, ISBN 978-3-570-16394-8.
- Jews don’t count : how identity politics failed one particular identity. London: TLS, 2021
  - Und die Juden?, aus dem Englischen von Stephan Kleiner, Hanser Verlag, 2021, ISBN 978-3-446-27317-7.
  - Juden zählen nicht. Hanser Verlag, 2024, ISBN 978-3-446-28167-7.